# 小坂憲次
小坂 憲次（こさか けんじ、1946年〈昭和21年〉3月12日 - 2016年〈平成28年〉10月21日）は、日本の政治家。位階は従三位。
衆議院議員（6期）、参議院議員（1期）、文部科学大臣（第7代）、参議院憲法審査会会長（初代）、自民党参議院幹事長などを歴任した。

## 来歴
1990年代前半は、一貫して羽田孜の側近であった。1993年に自民党を離党し、羽田が率いる新生党に入党する。その後も羽田に従って新進党、太陽党、民政党と渡り歩いたが、羽田が菅直人元厚生大臣率いる旧民主党への合流を進めたことに反発。民主党には合流せず、無所属の期間を経て、自民党に復党した。
2008年自由民主党総裁選挙では石破茂の選挙責任者を務めた。
2009年の第45回衆議院議員総選挙において、自由民主党公認で長野1区より立候補するも、民主党公認候補の篠原孝に及ばず、比例復活も出来ずに落選した。
2010年の第22回参議院議員通常選挙に比例区より立候補し、当選。その後、同党の参議院幹事長も務めた。
2011年4月14日、東日本大震災の復興補正予算が議論される中、復興予算捻出のためのODA削減案に反対する超党派連合のメンバーとして名を連ねる。
2011年10月21日、参議院憲法審査会の初会合において行われた会長選出選挙で、江田五月前参議院議長を1票上回る23票を獲得し、会長に就任。
2015年11月25日、悪性リンパ腫の治療専念のため第24回参議院議員通常選挙に立候補しないことを明らかにした。政治活動は継続する意向を明らかにしていたが、小坂家から後継候補を擁立しなかったため、帝国議会以来続いた小坂家の国会議員として議席は一先ず終焉を迎えることとなった。
2016年4月21日、水月会（石破派）に入会した。
同年10月21日、悪性リンパ腫のため、東京都新宿区の慶應義塾大学病院で死去。70歳没。
政府は11月11日の閣議で、従三位に叙するとともに、旭日大綬章を贈ることを決めた。墓所は多磨霊園。

## 年表
- 1946年 長野県生まれ
- 1961年 東京学芸大学附属世田谷中学校卒業[13]
- 1964年 慶應義塾高等学校卒業[13]
- 1968年 慶應義塾大学法学部法律学科卒業、日本航空入社（ - 1984年）[14]
- 1986年 中曽根康弘秘書
- 1990年2月 衆議院議員初当選
- 1993年7月 衆議院議員再選
- 1994年
  - 4月 自由民主党を離党し、同じく長野県選出の羽田孜が率いる新生党に入党
  - 12月 新進党結成に参加
- 1996年
  - 10月 衆議院議員3選
  - 12月 羽田孜に従って新進党を離党し、太陽党結成に参加
- 1998年
  - 1月 民政党結成に参加
  - 4月 民政党の民主党合流に参加せず、のちに自民党に復党
- 1999年10月 小渕第2次改造内閣で郵政政務次官に就任
- 2000年
  - 4月5日 第1次森内閣で郵政総括政務次官に就任
  - 6月 衆議院議員4選
  - 10月 第2次森内閣の郵政総括政務次官に就任
- 2001年
  - 1月 第2次森改造内閣で初代総務副大臣に就任
  - 4月26日 第1次小泉内閣の総務副大臣に就任
- 2002年1月 総務副大臣を退任
- 2003年11月 衆議院議員5選
- 2005年
  - 9月 衆議院議員6選
  - 10月31日 第3次小泉改造内閣に文部科学大臣として初入閣
- 2008年9月22日 衆議院議院運営委員長に就任
- 2009年8月30日 第45回衆議院議員総選挙で落選
- 2010年
  - 7月11日 第22回参議院議員通常選挙に比例区から当選
  - 8月19日 中曽根弘文参議院議員会長の下で自由民主党参議院幹事長に就任（ - 2011年10月6日）
- 2011年10月21日 参議院憲法審査会会長に就任
- 2014年9月29日 参議院決算委員長に就任
- 2015年11月25日 早期の悪性リンパ腫の治療に専念するため、来夏の参院選の党公認を辞退する意向を明らかにした[15]。
- 2016年10月21日 死去[16]（同日付で叙従三位、旭日大綬章追贈）。

## 人物
- 2006年5月、統一教会（現・世界平和統一家庭連合）の関連団体である天宙平和連合（UPF）が集団結婚を兼ねた「祖国郷土還元日本大会」を国内12か所で開催[17]。小坂は当時文部科学大臣であったが、名古屋市で行われた大会に祝電を送った[18]。

- 2006年、トリノオリンピックのフィギュアスケート競技に関して、「他人の不幸を喜んではいけないが、ロシアの選手がこけた時には喜んだ。これでやったーって」と発言し、後に謝罪した[19]。
- 選択的夫婦別姓制度の導入について、2010年の毎日新聞社のアンケートで「反対」と回答した[20]。

## 所属団体・議員連盟
- 親学推進議員連盟（副会長）[21]
- 日本会議国会議員懇談会[22]
- みんなで靖国神社に参拝する国会議員の会[22]
- 囲碁文化振興議員連盟（会長）[23]

## 小坂家
曾祖父は小坂財閥の創業者で政治家としても活動した小坂善之助。祖父は信濃毎日新聞社主や電源開発総裁を歴任し、政治家としても活動した小坂順造。大叔父は信濃毎日新聞社長を務めた小坂武雄。父は外務大臣を務めた小坂善太郎で、叔父は運輸大臣を務めた小坂徳三郎。
叔母の百合子は経済学者の美濃部亮吉に嫁ぎ、美濃部が東京都知事に就任する前に離婚した。その3人の息子は小坂姓に改姓し、長男は小坂の秘書を務めていた。大叔母のはる（善之助の次女）は第13代日本銀行総裁の深井英五に嫁ぎ、その長女・結子（憲次の父・善太郎の従姉にあたる）は天文学者の萩原雄祐に嫁いだ。雄祐の三男で日本テレビ放送網社長を務めた萩原敏雄は又従兄、雄祐の孫で読売テレビ（ytv）アナウンサーの萩原章嘉と札幌テレビ放送（STV）アナウンサーの萩原隆雄は又従兄の息子にあたる。
継母の父は第1次近衛内閣で拓務大臣を務めた大谷尊由である。妹の真理子は大谷尊由の孫である岡崎財閥の岡崎真雄（同和火災海上保険社長、ニッセイ同和損保会長）妻。
2009年、第45回衆議院議員総選挙の自民党マニフェスト策定プロジェクトチーム座長に内定している菅義偉選挙対策副委員長が、親の地盤を引き継ぐ世襲候補の立候補制限を公約に盛り込むよう提言した。菅の案は現職は適用外としたが、子弟を後継にする場合には選挙区替えが必要になるというものである。4月17日、小坂は党役員連絡会で「もしそういうことなら私は世襲の権化です!」「本当に規制するなら（世襲議員は）党から出ていくべきだということになる。私も覚悟を決めなければならない」と菅の案に反発した。ちなみに2009年まで、第1回衆議院議員総選挙で当選した衆議院議員の子孫で、かつ現職の衆議院議員だったのは小坂ただ1人であった。